# مينو دي روسي
مينو دي روسي (بالإيطالية: Mino De Rossi)‏ مواليد 21 مايو 1931 في أركاتا سكريفيا، إيطاليا، هو دراج إيطالي. شارك في دورة الألعاب الأولمبية الصيفية وفاز بميدالية أولمبية.

## الميداليات
| الميدالية | المسابقة                       |
| --------- | ------------------------------ |
| ذهبية     | الألعاب الأولمبية الصيفية 1952 |

## روابط خارجية
- مينو دي روسي على موقع أرشيف الدراجات (الإنجليزية)
- مينو دي روسي على موقع إحصائيات الدراجات الإحترافية (الإنجليزية)
- مينو دي روسي على موقع CycleBase (الإنجليزية)
- مينو دي روسي على موقع أوليمبيديا (الإنجليزية)
- مينو دي روسي على موقع اللجنة الأولمبية الإيطالية (الإيطالية)